# Інститут проблем моделювання в енергетиці імені Г. Є. Пухова НАН України
Інститут проблем моделювання в енергетиці імені Г. Є. Пухова НАН України — інститут в структурі НАН України.
Інститут проблем моделювання в енергетиці (ІПМЕ) АН УРСР був створений 7 січня 1981 року на базі сектора електроніки і моделювання Інституту електродинаміки АН УРСР.
Очолив Інститут академік АН УРСР Георгій Євгенович Пухов (1916—1998).
У 2000 році Інституту було надано ім'я його засновника академіка Г. Є. Пухова.

## Основні напрями діяльності
Основні напрями діяльності Інституту
- дослідження фундаментальних проблем електроенергетики і теоретичної електротехніки;
- аналіз і синтез складних електричних ланцюгів і систем;
- дослідження процесів, що швидко протікають, в енергетиці, розробка з цією метою методів побудови проблемно-орієнтованих моделюючих систем;
- розробка методів моделювання і застосування засобів обчислювальної техніки в енергетиці та інших галузях економіки.

## Історія
- 1981, 6.01. Постанова РМ УРСР № 3 та (7.01) постанова Президії АН УРСР № 8 про створення Інституту проблем моделювання в енергетиці АН УРСР (з 2000 — Інститут проблем моделювання в енергетиці ім. Г. Є. Пухова НАН України)
- 16.06.1981. Постанова Бюро Президії АН УРСР № 307-Б про створення СКТБ заходів моделювання Інституту проблем моделювання в енергетиці АН УРСР

Відділення магнітогідродинамічних генераторів електроенергії
- 14.07.1982. Постанова Президії АН УРСР № 345 про передачу з 01.01.1983 Відділення магнітогідродинамічних генераторів електроенергії Інституту електродинаміки АН УРСР у склад Інституту проблем моделювання в енергетиці АН УРСР
- 6.2.1985. Постанова Президії АН УРСР № 63 про перейменування Відділення магнітогідродинамічних генераторів електроенергії у Відділення високотемпературного перетворення енергії Інституту проблем моделювання в енергетиці АН УРСР
- У 1988 р. Відділення передано Інституту проблем енергозбереження АН УРСР, який створено 6.4.1988 (Постанова Президії АН УРСР № 138).

Інститут проблем реєстрації інформації
- 1987. Постанова РМ СРСР, розпорядження РМ УРСР № 394-рс та постанова Президії АН УРСР № 305 про створення Інституту проблем реєстрації інформації АН УРСР на базі конструкторського відділу та Дослідного виробництва Інституту проблем моделювання в енергетиці АН УРСР імені Г. Є. Пухова
- 2000, 6 січня. Постанова Президії НАН України № 32 про присвоєння Інституту проблем моделювання в енергетиці НАН України імені Г. Є. Пухова.
- 2000, 8 та 22 листопада. Постанова КМ України № 1675 та постанова Президії НАН України № 321 про присвоєння Інституту проблем моделювання в енергетиці НАН України імені Г. Є. Пухова (див. 06.01.1981)